# Christian Börger
Christian Börger (* 24. Juli 1883 in Gehlsdorf; † 29. Mai 1955 in Rostock) war ein deutscher Orgelbauer.

## Leben
Christian Börger ist der Sohn des in Gehlsdorf, einem heutigen Stadtteil von Rostock, ansässigen Orgelbaumeisters Carl Börger. Das Handwerk des Orgelbauers erlernte er vermutlich bei seinem Vater. Christian Börger übernahm 1912 die Werkstatt seines Vaters und wirkte bis nach 1945. Eine Wiederbelebung der Werkstatt nach dem Zweiten Weltkrieg scheiterte. Er hat nur wenige Orgelneubauten, dafür viele Reparaturen und Revisionen von mecklenburgischen Orgeln ausgeführt. So ersetzte er in vielen mecklenburgischen Orgeln die nach dem Ersten Weltkrieg fehlenden Zinnpfeifen ab 1918 durch Zinkpfeifen. Von seinen Neubauten sind noch drei erhalten. Christian Börger wurde auf dem Gehlsdorfer Friedhof beerdigt. Sein Grabstein wurde nach der Auflassung des Friedhofs 2009 sichergestellt und an das Mecklenburgische Orgelmuseum übergeben.

## Werke (Auswahl)
| Jahr | Nr | Ort                  | Gebäude    | Bild | Manuale | Register   | Bemerkungen |
| ---- | -- | -------------------- | ---------- | ---- | ------- | ---------- | --- |
| 1917 | 1  | Zepkow               | Dorfkirche |      | I/P     | 6 (+1 Tr.) | Die Orgel ist erhalten.                                                                                          |
| 1925 | 2  | Kambs bei Schwaan    | Dorfkirche |      | I/P     | 5 (+1 Tr.) | Die Orgel ist nicht erhalten. 2013 wurde eine Sauer-Orgel von 1971 aufgestellt.                                  |
| 1928 | 3  | Wattmannshagen       | Dorfkirche |      | I/P     | 5 (+1 Tr.) | Die Orgel ist nicht erhalten. 1977 wurde eine Mehmel-Orgel aus der Dorfkirche Pantlitz aufgestellt.              |
| 1930 | 4  | Walkendorf           | Dorfkirche |      | I/P     | 5          | Zuschreibung der Orgel durch Max Reinhard Jaehn, 1975 abgerissen.                                                |
| 1933 | 5  | Bernitt              | Dorfkirche |      | I/aP    | 4          | Die Orgel ist nicht erhalten. 1974 erfolgte ein Neubau durch Wolfgang Nußbücker mit I+P/5.                       |
| 1935 | 6  | Rostocker Wulfshagen | Dorfkirche |      | I/P     | 4          | Die Orgel ist erhalten. 1989 erfolgte eine Umdisponierung. 2000 reparierte Firma Jehmlich aus Dresden die Orgel. |
| 1936 | 7  | Gelbensande          | Dorfkirche |      | I/aP    | 3          | Die Orgel ist erhalten. Die Kirche wurde 1925 erbaut.                                                            |